# Ograda
Ograda (izgovarjava [ɔˈɡɾaːda]) je naselje v Občini Bloke na Notranjskem. Nahaja se severno od Velikih Blok. Naselje je statistično del Primorsko-notranjske statistične regije.